# 그리고리오스 크세노풀로스

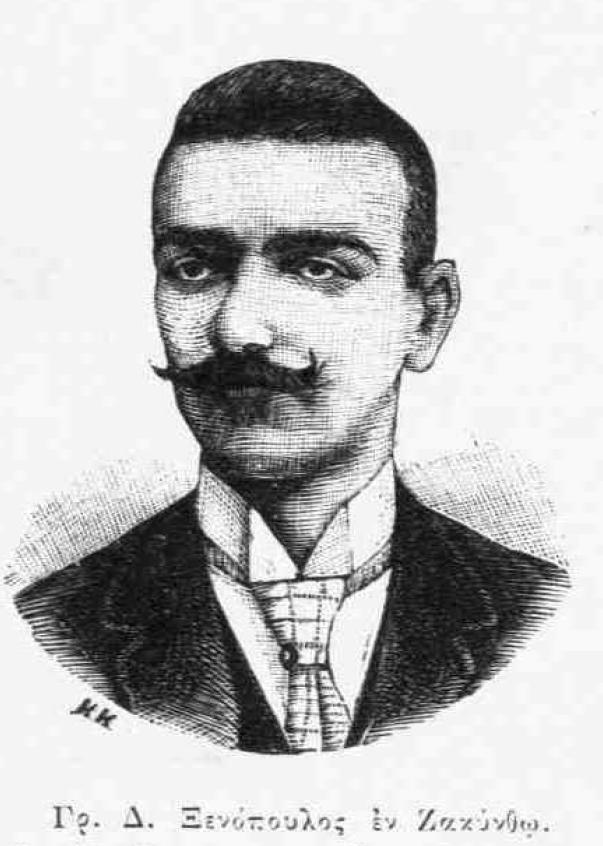

그리고리오스 크세노풀로스(그리스어: Γρηγόριος Ξενόπουλος, 1867년 12월 9일 ~ 1951년 1월 14일)은 그리스의 극작가다.
유럽 각국의 극단에 강한 영향을 준 입센극은 당연히 같은 시대의 그리스 극작가들에게 관심의 대상이 되었는데, 젊어서 죽은 야니스 캄비시스(1872-1901)의 <쿠르드족>(1847)을 선두로 하여 그리고리오스 크세노풀로스가 그러한 경향의 제1인자이다. <발레레나 백작부인의 비밀>(1904), <포티이니 산드리>(1908), <스텔라 비오란티>(1909), <학생>(1919), <포포라로스>(1933) 등의 일련의 작품이 있다. 20세기 초에 발족한 '왕립극단'과 '네아 스키니'(신무대)가 크세노풀로스극의 상연에 힘썼다. 후자는 또한 코스티스 파라마스(1859-1943)의 중요작품인 <토리세우게니>(1903)를 초연했다. 제1차 세계대전 후의 비참한 아테네의 서민층을 그린 <펜타나키>(1921)의 판테리스 호른(1881-1941), 심각한 사회극의 작가 스퓨로스 메라스(1882-1965)가 이 계통과 연결된다.